# Kastos
Kastos of Kastos Lefkadas (Grieks: Καστός of Καστός Λευκάδας) is een deelgemeente (dimotiki enotita) van de gemeente (dimos) Lefkada, in de Griekse bestuurlijke regio (periferia) Ionische Eilanden. De plaats telt 34inwoners. Vroeger had het 400 inwoners. Maar door gebrek aan werk zijn de inwoners verhuisd naar voornamelijk het vaste land. .